# Дочь фараона (балет)
«Дочь фараона» — балет в трёх действиях, в девяти картинах с прологом и эпилогом Цезаря Пуни. Либретто Мариуса Петипа и Жюля Анри Сен-Жоржа по роману Теофиля Готье «Роман о мумии» («Le Roman de la Momie»).

## Действующие лица
Асспиччия, мумия, Дочь Фараона
Рамзея, невольница Аспиччии
Лорд Вильсон/Таор
Его слуга Джон Булль/Пасифонт
Фараон
Нубийский царь
Придворный Нубийского царя
Страж/невольник
Начальник охоты
Обезьяна
Реки: Нил, Гвадалквивир, Темза, Рейн, Хуанхэ, Нева, Конго
Альмеи, придворные танцовщицы (в версии Мариинского театра)
Pas d'action
Рыбак и его жена
Жрецы и жрицы, оживлённые кариатиды, ундины, наяды, ручейки.

## История создания
История создания балета неожиданна и любопытна, о чём в театральных кругах XIX века ходило множество слухов и анекдотов. Поговаривали, что балет для бенефиса своей фаворитки, итальянской балерины, несколько лет работавшей по контракту в Петербургской императорской балетной труппе Каролины Розати заказал директор императорских театров А. И. Сабуров. Постановку должен был осуществить молодой танцовщик, уже заявивший себя и как балетмейстер в небольших танцевальных дивертисментах, Мариус Петипа, тоже работавший в России: к этому времени Петипа перенёс несколько своих прошлых работ на сцену Большого Каменного театра, поставил Гран Па на музыку Минкуса к новой постановке балета «Пахита» композитора Э.-М.-Э. Дельдевеза и некоторые другие дивертисменты. Этот балет должен стать его первой большой постановкой, он сам принимал участие в разработке либретто. Уже были подсчитаны все сметы, подписаны все контракты на постановку балета, уже даже была назначена премьера в бенефис Розати, но что-то произошло в личных отношениях балерины и важного сановника. Поостыв в своих чувствах, Сабуров решил отменить балет. Для М. И. Петипа это было огромным творческим ударом — он готовился к первой своей большой работе, которая уже началась, и главная партия Аспиччии создавалась специально для Розати, которая тоже готовилась к исполнению. Но Сабуров был непоколебим, объясняя, что денег на спектакль нет — хотя буквально недавно постановка планировалась и средства были. Тогда разгневанная Розати, прихватив с собой начинающего балетмейстера, вместе с ним отправилась с самого утра домой к Сабурову. Высокий сановник не был готов к визитерам и оказался застигнутым врасплох: в домашнем халате нараспашку он окончательно разгневался и запальчиво в который раз объяснял, что постановка не состоится. Балерина однако, уже начавшая готовиться к собственному бенефису и партии Аспиччии, тоже пребывала в гневе. В пылу горячего спора халат на Сабурове распахнулся. Галантный высокопоставленный чиновник был столь смущён этим обстоятельством, что спорить больше не смог. Результатом стал приказ о немедленном начале репетиций. Правда, Сабуров настоял, что пятиактный балет хореограф сочинит ровно за шесть недель. У Петипа не было выбора. Излишне нервничая, он тут же повздорил с композитором Пуни, и тот в приливе гнева уничтожил клавир. Однако Мариус Иванович унынию не поддался и начал ставить балет без музыки — Пуни, успокоившись, снова взялся за балет, но музыку ему уже пришлось «подгонять» под почти готовые танцы. Вот в таких экстремальных условиях был рожден балет, ставший впоследствии мировой классикой.
Премьера балета «Дочь фараона» состоялась 18 января (по старому стилю 30 января) 1862 года, в Петербурге, на сцене Большого Каменного театра, и в главной партии блистала, как и предполагалось, Каролина Розати. В истории балета она навсегда осталась одной из лучших исполнительниц этой партии. В премьерном спектакле партию рыбака исполнял Лев Иванов, Фараона — Николай Гольц.

## Либретто
Пролог
Картина первая.

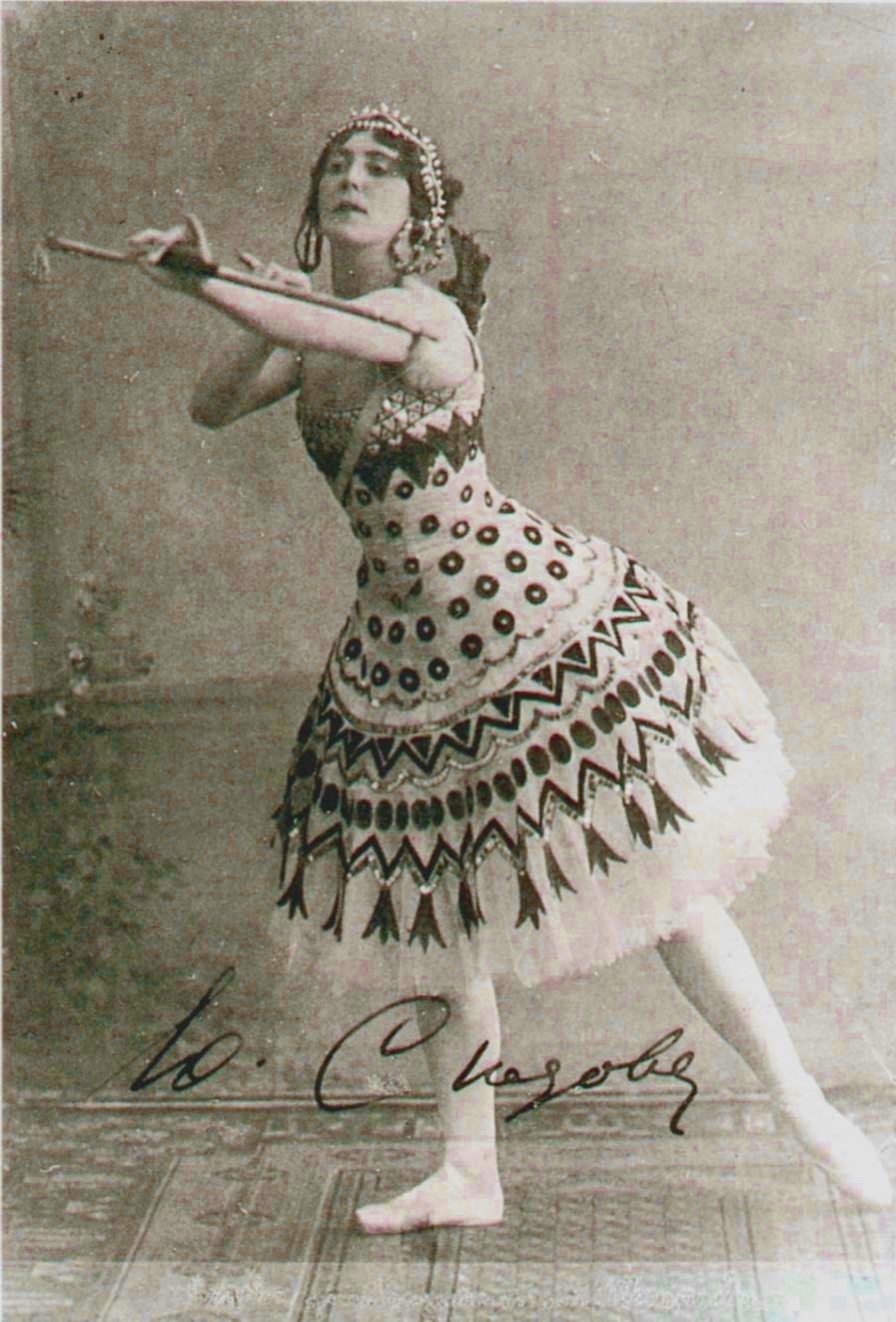
Аспиччия — Юлия Седова, Мариинский театр, около 1905.

Ночь. Оазис в пустыне. В глубине сцены видна пирамида с прорубленным в ней входом.
Явление первое.
По дороге движется караван армянских купцов, везущих на продажу невольниц и баядерок. Достигнув оазиса, караван располагается на ночлег.
Явление второе.
К оазису приближаются ещё двое — лорд Вильсон и его слуга Джон Буль. Купцы приглашают их разделить ужин и приказывают баядеркам развлечь гостей танцами. Раздаётся гром. Начинается страшная буря. Все бегут в беспорядке и ищут укрытия внутри пирамиды. Только лорд Вильсон сохраняет спокойствие: он хочет зарисовать происходящее в своем альбоме. Но ветер усиливается, и лорд вместе со своим слугой также прячется в пирамиде.
Картина вторая.
Зал внутри пирамиды, украшенный статуей фараона и изваяниями воинов-сфинксов. Вдоль стен расставлены мумии, одна из них — в центре — находится в позолоченной и раскрашенной нише.
Явление первое.
Оправившись от испуга, купцы располагаются в зале и начинают курить опиум.
Явление второе.
Входят лорд Вильсон и Джон Буль. Из глубины пирамиды появляется старик — сторож. Он удивляется при виде незнакомцев. Лорд Вильсон расспрашивает его о мумиях. Старик подводит его к той, которая стоит в золоченой нише, и объясняет, что это — любимая дочь фараона.
Лорд Вильсон просит у купцов дать ему покурить опиумную трубку. Несмотря на предостережения, он настаивает на своей просьбе. Купцы соглашаются, причём в курении принимает участие и Джон Буль. Под действием наркотика все погружаются в сон.
Сцену закрывают облака.
Луч света падает на лицо мумии царской дочери — и она оживает. Старик — сторож сбрасывает лохмотья и превращается в стройного юношу — гения пирамид. По его знаку оживают другие мумии и воины. Аспиччия замечает лорда Вильсона. Она подходит к нему и кладет руку ему на грудь. Он во сне тянется к ней. Гений пирамид берёт её и улетает с ней на облаке.
Сцена затягивается густыми облаками, среди которых возникает надпись «Сон из минувшего».
Действие первое
Картина третья.
Лесистая местность. Справа — беседка.
Явление первое.
При поднятии занавеса слышны звуки охоты фараона. Аспиччия и её спутницы (среди них — Рамзея) появляются с охотничьими принадлежностями в сопровождении нескольких охотников. Они исполняют воинственный танец. Аспиччия хочет отдохнуть. Она ложится на скамейке в беседке. Девушки окружают её, одна из них играет на лютне. Постепенно все (в том числе и музыкантша) засыпают.
На деревьях показывается обезьяна. Аспиччия просыпается и целится в неё из лука, но обезьяна прячется. Тогда к Аспиччии подлетает пчела. Она пытается отогнать её, проснувшиеся охотницы стараются ей в этом помочь. Входят два египтянина. Это лорд Вильсон и Джон Буль, которым из-за опиума снится, что они превратились соответственно в Таора и Пассифонта. Таор отгоняет пчелу. Ему кажется, что он где-то уже видел принцессу. Он подходит к ней и кладет руку на её грудь — как она в прологе. Раздаются звуки охотничьих рогов. Таор и Пассифонт убегают. Приходят охотники и докладывают, что поднятый ими лев рыщет по лесу. Девушки в страхе удаляются. Аспиччия тоже уходит, но вскоре снова появляется на сцене, преследуемая львом. Спутницы в испуге смотрят на то, как лев гонит царскую дочь. Вернувшийся Таор, узнав от них, что случилось, бросается на помощь девушке. Он стреляет в льва из лука, и приносит принцессу на руках к её подругам.
Явление второе.
Фараон въезжает на колеснице, окруженной охотниками и воинами. Аспиччия представляет отцу своего спасителя. Фараон в знак благодарности принимает Таора под своё покровительство и приглашает следовать за ним вместе с его свитой. Аспиччия поднимается на колесницу отца, и вся процессия направляется во дворец.
Картина четвертая.
Роскошный зал во дворце фараона, выходящий в сад. В глубине сцены на возвышении — царский трон, и на другом возвышении — роскошный стол.
Явление первое.
Невольники занимаются приготовлениями к празднику.
Явление второе.
Входят Таор и Пассифонт. Таор рад, что может видеть Аспиччию и ищет её взглядом.
Явление третье.
Появляется Аспиччия, окруженная девушками и невольницами. Она подносит своему спасителю ящики, наполненные золотом и драгоценными камнями. Таор отказывается от подарков, говоря, что надеется получить иной дар. Объяснение влюблённых прерывает Пассифонт, предупреждающий их о приближении фараона.
Явление четвертое.
Фараон и его свита входят и занимают свои места в зале.
Явление пятое.
Придворный короля Нубии докладывает о прибытии своего господина. Король входит в сопровождении блестящей свиты. Фараон спускается ему навстречу, приветствует его и представляет ему свою дочь. Король Нубии, поражённый красотой Аспиччии, просит её руки, к удовольствию отца и отчаянию девушки и Таора. Таор хочет заколоть соперника кинжалом, но Аспиччия успокаивает его — она никогда не будет принадлежать другому. В знак верности она дарит ему золотое кольцо. По знаку фараона начинаются танцы. Во время них влюблённые и Рамзея составляют план побега. Приближаются танцующие кариатиды с корзинами на головах. Фараон и нубийский король садятся за стол. Таор, Аспиччия и Пассифонт убегают через маленькую дверь. Раб замечает их бегство и докладывает фараону. Фараон приказывает привести Рамзею и требует от неё рассказать подробности о побеге. Рамзея не отвечает ему. Фараон приказывает страже искать беглецов. Нубийский король находит потайную дверь, через которую они вышли, и устремляется в погоню. Вельможи следуют за ним. Общее смятение.
Действие второе.
Картина пятая.
Комната в рыбацкой хижине на берегу Нила.
Явление первое.
Вбегают рыбаки и рыбачки. Девушки подносят рыбакам виноградный сок. Хозяева хижины угощают гостей. Поселяне танцуют. Услышав стук, хозяин открывает дверь
Явление второе.
Входят Аспиччия, Таор и Пассифонт в деревенской одежде. Рыбаки приглашают их разделить угощение и принять участие в танцах. Наступает ночь. Рыбаки собираются на ночную рыбалку. Таор прощается с Аспиччией и уходит вместе со всеми.
Явление третье.
Аспиччией овладевает страх. Она хочет запереть двери хижины, но внезапно сталкивается с вошедшим человеком в длинном чёрном плаще.
Явление четвертое.
Неизвестный сбрасывает плащ и оказывается королём Нубии. Он просит Аспиччию вернуться вместе с ним во дворец её отца, причём просьбы становятся все более настойчивыми. Аспиччия говорит, что любит другого и никогда не сможет полюбить его. Король хочет схватить девушку, но она подбегает к окну и грозит броситься в реку, если её не прекратят преследовать. Король не верит ей и хочет приблизиться. Аспиччия прыгает в окно. Король хочет прыгнуть следом за ней, но приближенные останавливают его. Таор и Пассифонт возвращаются в хижину. Король Нубии приказывает схватить их, угрожая Таору местью.
Картина шестая.
Нил. Аспиччия погружается в воды все глубже и достигает подводного царства. В большом гроте из кораллов на троне, окруженном наядами, ундинами, нереидами и другими обитателями вод, восседает Нил. Он принимает Аспиччию в свои объятия. Узнав по имени, выгравированному на браслете, дочь фараона, Нил приказывает оказать ей достойные почести. Наяды уносят Аспиччию в грот. Начинает праздник. Танцуют реки мира — Гвадалквивир, Конго, Темза, Эльба, Нева и Тибр с притоками и ручейками; наяды и ундины, среди которых появляется Аспиччия в костюме водной феи. Она просит Нила показать ей Таора. По знаку бога, образ Таора возникает в разных местах. Но как только Аспиччия хочет приблизиться к нему, призрак исчезает. Принцесса умоляет Нила отпустить её на поверхность. Нил сначала возражает, но потом соглашается, и на большой раковине, поднимаемой столбом воды, Аспиччия покидает подводный мир.
Действие третье.
Картина седьмая.
Сады фараона. Справа — большая статуя Озириса.
Явление первое.
Печальный фараон, окруженный свитой и женами, сидит на троне. Он просит верховного жреца рассказать ему о судьбе Аспиччии. Совершив обряд гадания, жрец отвечает, что не может ничего о ней сказать.
Явление второе.
Входит король Нубии. Его приближенный вводят плененных Таора и Пассифонта. Король говорит фараону, что он захватил похитителей его дочери. Фараон спрашивает у Таора, что случилось с Аспиччией. Таор отвечает, что она пропала, и что он сам готов отдать жизнь за возможность снова увидеть её.
Фараон грозит Таору расправой. По его приказу жрецы вносят корзину цветов и ставят перед ней чернокожего раба. Верховный жрец читает заклинание, из корзины выползает змея и кусает раба в сердце. Такая же смерть грозит Таору и Пассифонту, если они будут молчать. В это время раздаётся весёлая музыка. Вдали показываются поселяне и поселянки с цветами и ветвями. Рамзея подбегает к фараону и сообщает, что его дочь вернулась.
Явление третье.
Поселяне и поселянки вносят Аспиччию на украшенных носилках. Принцесса бросается в объятия отца. При виде короля Нубии она приходит в ужас. Она рассказывает фараону обо всем, случившимся с ней. Фараон приказывает нубийцу удалиться.
Однако он не простил Таора — его по-прежнему ждет смерть от укуса священной змеи. Аспиччия умоляет отца пощадить её возлюбленного. Получив отказ, она решает умереть вместе с ним и также подходит к корзине. Фараон тронут такой самоотверженной любовью. Он прощает Таора и объявляет его женихом своей дочери.
Общая радость. Египтяне и египтянки начинают танец с кроталями. При последних группах танца сцена затягивается туманом.
Картина восьмая.
Внутренность пирамиды, как и в Прологе. Купцы, лорд Вильсон и Джон Буль спят. В стороне от них спит старик — сторож. Мумии и статуя фараона на своих местах.
Картина девятая.
Вершина пирамиды открывается, освещённая огнём.
Апофеоз.
На небесах — Озирис и Изида, окруженные другими египетскими богами. Под ними — фараон, Аспиччия и древнеегипетский мир. Лорд Вильсон, Джон Буль и остальные просыпаются.

## Критика
В 1874 году «Дочь фараона» была среди балетов, показанных Мариусом Петипа посетившему Петербург Августу Бурнонвилю. Датский хореограф, увидевший, кроме того, такие спектакли Петипа, как «Бабочка», «Царь Кандавл», «Дон Кихот» и «Эсмеральда» (в постановке Фанни Эльслер?), осудил «бесстыдство стиля, заимствованного у гротесковых итальянцев и нашедшего покровительство на упадочной сцене парижской Оперы», посетовав на «гимнастические экстравагантности, не имеющие отношения ни к настоящему танцу, ни к искусству пластики и не оправданные ни ролью, ни действием балета». С его точки зрения, эти спектакли были «поставлены с роскошью, не знающей равной ни в одном из театров Европы», однако оказались чужды «принципам Новерра и Вестриса». По примеру «Дочери фараона» Бурнонвиль включил в свой последний балет «Из Сибири в Москву» (1876) большой дивертисмент «Реки Европы», используя для него хореографию, которую счёл характерной для петербургской балетной сцены.

## Интересные факты
Согласно театральной байке на одном из спектаклей статист, исполнявший роль льва, который, по замыслу балетмейстера, должен был прыгать с высоты, испугавшись, перед тем, как сделать прыжок, размашисто перекрестился на глазах у публики.

## Постановка Пьера Лакотта
Для своей постановки Пьер Лакотт использовал материалы по балету Петипа из коллекции Н. Г. Сергеева, записанные по системе В. И. Степанова и хранящиеся в библиотеке Гарвардского университета.